# ユベール・ジロー (化学者)
ユベール・ジロー (Hubert Girault、1957年2月13日 - ）はスイスの化学者で、スイス連邦工科大学ローザンヌ校の教授である。電気化学、ソフトインターフェース、Lab-on-a-Chip 技術や、生物分析化学、質量分析、人工的な水分解、レドックスフロー電池について研究を行っている。
執筆した500以上の学術論文は15000回以上引用されており、h指数は63である。加えて、“Electrochimie: Physique et Analytique” と題する教科書を執筆し、“Analytical and Physical Electrochemistry”として英語版も出版されている。
また、ESTASI イオン化法を含む17以上の特許を取得している。ENS Cachan (フランス)、復旦大学 (中国)、京都大学 (日本)、北京大学 (中国)、厦門大学 (中国)で客員教授を務めた。

## 略歴
1982年に、“Interfacial studies using drop image-processing techniques”と題した研究により、サウサンプトン大学博士課程を修了。1982年から1985年にかけて、サウサンプトン大学において博士研究員として研究を行い、その後エディンバラ大学の物理化学の講師となる。1992年以降、スイス連邦工科大学ローザンヌ校の教授となり、物理・分析電気学研究所 (Laboratoire d’Electrochimie Physique et Analytique) を創設した。また、Chemical and Engineering Science (ISIC) の会長を1995-1997年と2004-2008年の二度務めた。
スイス連邦工科大学の化学工学課程において化学および化学工学教育を担当する化学教授委員長を1997-1999年と2001-2004年の二度務めた。1992-2000年の間、スイス連邦工科大学化学博士課程の責任者を務めた 。2011-2014年には学士及び修士課程の部長となり、2013年9月の新しいカリキュラムを定め、監督した。この変更は、すべての科学技術課程の共通コースの3分の2にあたる部分の新しいカリキュラムの導入や、より密接な講義、演習、実践的な実験を統合するものであった。また、修士課程の大幅な見直しと、特定の課程への Massive Open Online Course (MOOC) の導入にも携わった。各セクションごとに学術委員会を設置することで、教育の質の向上を図った 。学士課程と修士課程の両方で入試委員会の議長を務めている。
これまでに、60名以上の博士課程の学生と多くの博士研究員の指導を行っている。現在、25名がカナダ、デンマーク、フランス、アイルランド、日本、韓国、シンガポール、英国、米国で教授となっている。講義ノートは“Electrochimie Physique et Analytique” (現在は第三版) と題した教科書の基礎となり、"Analytical and Physical Electrochemistry"として英語に翻訳されている。
常に科学論文の出版に関心を持っており、1996-2001年の間、主要なジャーナルの一つであったJournal of Electroanalytical Chemistryの編集者を務めていた。また、Presses Polytechniques et Universitaires Romandesのヴァイスプレジデントも務めている。多くのジャーナルの編集委員を務め、現在、Chemical Science （王立化学会）の編集委員でもある。EuCheMS の電気化学部門の部長 (2008-2010) や、ローザンヌで2014年に行われた国際電気化学会の年次総会の議長を務めた。

## 事業
これまで3社の取締役を務めた。
- Dydropp(1982年、1986年解散)、表面張力測定のためのビデオデジタイジングユニットの製造を行う。
- Ecosse Sensors (1990、現在 Inverness Medical Technologies (アメリカ)の一部)、重金属検出のための炭素電極の生産を行う。
- DiagnoSwiss(1999-)、高速イムノアッセイシステムの生産に積極的に取り組む。

## 業績
論文は15000回以上引用され、h指数は63である(Web of Science)。(google scholarでは20,000回以上の引用、h指数は75。
2006年にはファラデーメダル (Faraday Medal) (王立化学会)を受賞。翌年、国際電気化学会のフェローに任命。その後、2009年に王立化学会のフェローに任命。2008-2011年の間に中国教育省から客員教授賞を受賞。2015年にはアメリカ電気分析化学会からレイリー賞 (Reilley Award) を受賞。

## 現在の研究活動

### ソフトインターフェースでの電気化学
また、液液界面における分子やナノ粒子の自己組織化やソフトインターフェースにおける電気化学の基礎研究
を行っている。